# Уолтън (окръг, Флорида)
Окръг Уолтън (на английски: Walton County) е окръг в щата Флорида, Съединени американски щати. Площта му е 3206 km², а населението - 40 601 души (2000). Административен център е град ДеФуниак Спрингс.